# Eduard Gans

Eduard Gans, vermutlich nach Porträt von Eduard Magnus (um 1834) lithographiert von Gottfried Küstner

Eduard Gans (geboren am 22. März 1797 – so der von der Mutter gesetzte Grabstein, nach anderen Quellen am 23. März – in Berlin; gestorben am 5. Mai 1839 ebd.) war ein deutscher Jurist, Rechtsphilosoph und Historiker aus der Familie Gans.

## Leben

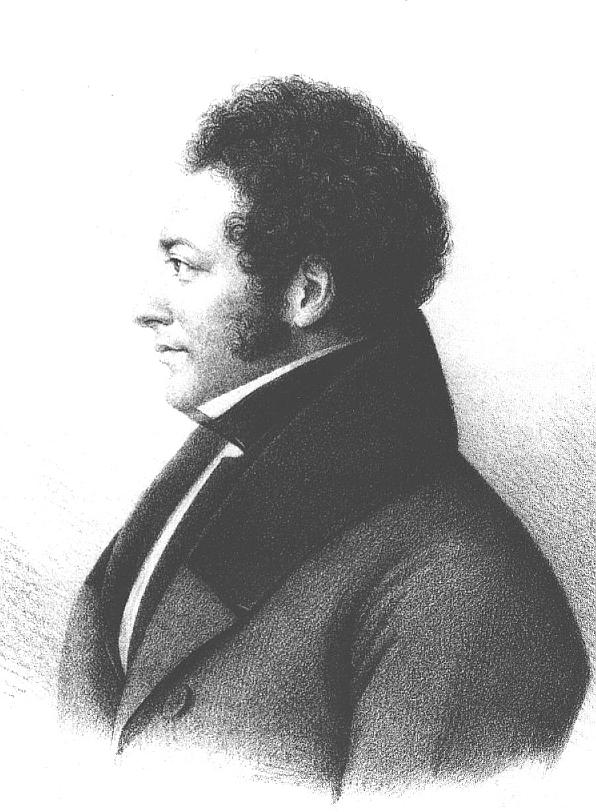
Eduard Gans (Lithographie, 1839)

Eduard Gans war der Sohn des Bankiers Abraham Isaak Gans und dessen Ehefrau Zippora Marcus. Sein Vater gehörte zum liberalen, assimilierten Judentum und war einer der Finanzberater des Staatskanzlers Karl August Fürst von Hardenberg. Er war ein Vetter des Unternehmers Ludwig Aaron Gans und des Celler Juristen Salomon Philipp Gans.
Nachdem Gans seine Schulzeit am Berliner Französischen Gymnasium absolviert hatte – daher seine exzellenten Französischkenntnisse –, begann er ab 1816 Jura, Philosophie und Geschichte in Berlin zu studieren. Im darauffolgenden Jahr wechselte er mit denselben Fächern an die Universität Göttingen. 1819 beendete Gans sein Studium erfolgreich (Summa cum laude) mit einer Promotion über römisches Obligationenrecht in Heidelberg. Dort war er unter anderem Schüler von Anton Friedrich Justus Thibaut, nicht jedoch von Georg Friedrich Hegel, der bereits nach Berlin abgegangen war und dessen Gedankengebäude er später in die Geschichts- und Rechtswissenschaft einarbeitete.
Gemeinsam mit anderen orthodoxen Hegelianern gründete er die Jahrbücher für wissenschaftliche Kritik. Bereits 1819 hatte Gans zusammen mit gleichgesinnten Freunden, unter anderem Leopold Zunz und Moses Moser, den Verein für Cultur und Wissenschaft der Juden gegründet, dem er in den Jahren 1821 bis 1824 auch als Präsident vorstand. Den jungen Reformern ging es dabei in erster Linie darum, jüdische Jugendliche aus der geistigen Abschottung herauszuholen und in die Gedankenwelt Europas einzubinden; im Frühjahr 1825 löste sich der Verein allerdings auf. 1820 traten Gans, Moser und Zunz gemeinsam der Gesellschaft der Freunde bei.
Trotz des preußischen Emanzipationsedikts von 1812 war Juden die Beamtenlaufbahn nach wie vor verwehrt: eine Ausnahmeregelung für besonders fähige Akademiker war 1822 durch eine königliche Kabinettsorder aus Anlass der Bewerbung Gans’ um eine Hochschulprofessur wieder rückgängig gemacht worden und ging als sogenannte Lex Gans in die preußische Rechtsgeschichte ein. Auch ein Vermittlungsversuch Hardenbergs richtete in diesem Fall nichts aus. Nachdem Gans 1825 sich hatte taufen lassen, wurde er 1826 zum außerordentlichen Professor und 1828 dann zum ordentlichen Professor der Rechte an der Universität von Berlin ernannt, ohne zuvor Privatdozent gewesen zu sein. 1832 avancierte er zum Dekan der juristischen Fakultät.
Den liberalen Ideen des Vormärz stand Gans äußerst positiv gegenüber. Er empfing studentische Fackelzüge und organisierte eine Unterschriftenaktion für die ihrer Ämter enthobenen Göttinger Sieben. Als Historiker sah er in der Französischen Revolution den entscheidenden Wendepunkt in der europäischen Geschichte und begrüßte 1830 die Julirevolution als notwendige Entwicklung im Sinne des liberalen Bürgertums. Ein Republikaner war er allerdings nicht, und die radikale Dialektik des junghegelianischen Klubwesens lehnte er ebenso ab wie die Bestrebungen der Restauration.
Als Ideal galt ihm der preußische Staat als konstitutionelle Monarchie unter Führung eines aufgeklärten, starken Souveräns; Demokratie und Republik misstraute er. Als einer der ersten hatte er die politische Vision eines vereinten Europa, in dem deutsches, französisches, lateinisches, griechisches und jüdisches Erbe zusammenfließen sollten. Nationalist war er nicht, und die romantische Mittelalter-Schwärmerei seiner Zeit blieb ihm fremd – sein politischer Blick ging in die Zukunft und nach Westen.
Als Lehrender verstand es Gans im Gegensatz zu anderen Professoren, seine Theorien publikumswirksam zu verpacken und Abstraktes am konkreten Tagesgeschehen lebendig werden zu lassen. Seine Vorlesungen waren äußerst beliebt – teilweise strömten bis zu eintausend Studenten und interessierte Laien in die Hörsäle, so dass die preußischen Behörden die Veranstaltungen abbrechen ließen; unter den Zuhörern saß ab 1836 auch der junge Karl Marx. Dass dieser allerdings von Gans beeinflusst gewesen sein soll und sogar eine Doktorarbeit bei Gans geplant habe, ist Kolportage.
Eduard Gans war auch als Journalist tätig: als Berlin-Korrespondent der Allgemeinen Zeitung in Augsburg und als politischer Reisejournalist. Er pflegte einen regen gesellschaftlichen Umgang und war unter anderem mit Heinrich Heine und Karl August Varnhagen von Ense befreundet.

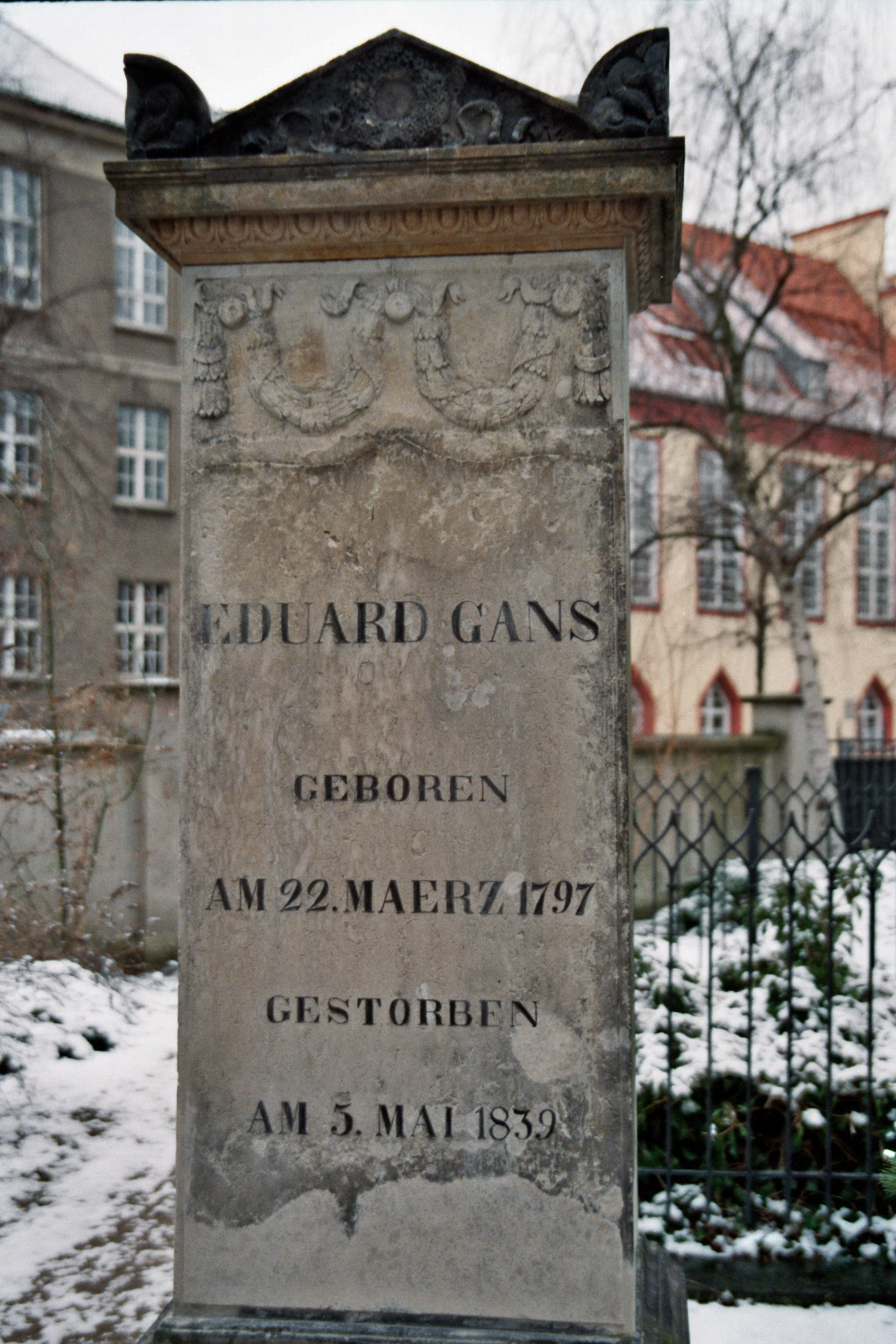
Grab von Eduard Gans auf dem Dorotheenstädtischen Friedhof in Berlin

Gans’ größter akademischer Widersacher an der juristischen Fakultät in Berlin war Friedrich Carl von Savigny. Anders als der konservative Savigny, der die Entstehung und Entwicklung von Menschen gemachter Gesetze als naturgegebene Phänomene nur betrachten und auslegen wollte, da er sie gleichsam dem Menschen als „ewig“ gegeben und göttlich ansah, forderte der Hegelianer Gans eine Betrachtung rechtlicher Tatbestände, vor allem solcher des Besitzes, aus dem Geist philosophischer Spekulation und historischer Zuordnung. Den Rechtshistorikern um Savigny warf er mangelnde intellektuelle Schärfe und fehlende historische Kenntnisse vor. Der teilweise erbittert und mit harten verbalen Attacken geführte akademische Kleinkrieg zwischen dem mächtigen Savigny und dem populären Gans sollte bis zum frühen Tod des Letzteren 1839 andauern: Noch auf dem Sterbebett soll er ein Pamphlet gegen seinen alten Feind verfasst haben.
1839, im Alter von nur 42 Jahren, starb Eduard Gans an den Folgen eines Schlaganfalls.
Eduard Gans gilt heute als einer der Begründer der Vergleichenden Rechtswissenschaft in Deutschland. Sein unvollendet gebliebenes Hauptwerk Das Erbrecht in weltgeschichtlicher Entwicklung (vier Bände erschienen 1824–1835) wurde 1845 teilweise ins Französische übersetzt, wo sein Werk außer in Deutschland die größte Beachtung fand. Es liegen auch englische und italienische Übersetzungen in Auszügen vor.
Eduard Gans hat sich auch als Herausgeber der Werke Hegels einen Namen gemacht: 1833 erschien Band acht (Grundlinien der Philosophie des Rechts) und 1837 Band neun (Vorlesungen über die Philosophie der Geschichte) unter seiner Federführung.
Der Hegelianer Gans – geistig ein Kind des Vormärz und doch ein eigener Kopf – war von der Rechtsphilosophie lange Zeit vergessen, da er nur als epigonales Bindeglied zwischen Hegel und Marx betrachtet wurde. Heute beginnt die wissenschaftliche Forschung allmählich ihn wiederzuentdecken – als einen liberalen Pragmatiker mit einem sehr frühen Blick auf ein in Frieden geeintes Europa.

## Schriften (Auswahl)
- Halbjähriger Bericht, im Verein für Cultur und Wissenschaft der Juden (am 28. April 1822) abgestattet von E. Gans. M. Hahn, Hamburg 1822 Digitalisat.
- Das Erbrecht in weltgeschichtlicher Entwicklung. Eine Abhandlung der Universalrechtsgeschichte.
  - Band 1: Das römische Erbrecht in seiner Stellung zu vor- und nachrömischem, Mauersche Buchhandlung, Berlin 1824
  - Band 2: Das römische Erbrecht in seiner Stellung zu vor- und nachrömischem, Mauersche Buchhandlung, Berlin 1825
  - Band 3: Das Erbrecht des Mittelalters, J. B. Cotta’schen Buchhandlung, Stuttgart und Tübingen, 1829
  - Band 4: Das Erbrecht des Mittelalters, Zweyter Teil, J. B. Cotta’schen Buchhandlung, Stuttgart und Tübingen, 1835
- System des römischen Civilrechts im Grundrisse. Ferdinand Dümmler, Berlin 1827 Digitalisat.
- Beiträge zur Revision der preußischen Gesetzgebung. Duncker und Humblot, Berlin 1832 Digitalisat.
- Vorlesungen über die Geschichte der letzten fünfzig Jahre.
  - Historisches Taschenbuch 4 (1833), S. 283–326.
  - Historisches Taschenbuch 5 (1834), S. 409–453.
- Rückblicke auf Personen und Zustände. Veit und Comp., Berlin 1836 Digitalisat.
- Ueber die Grundlage des Besitzes. Eine Duplik. Veit und Comp., Berlin 1839 Digitalisat.
- Philosophische Schriften. Hrsg. und eingeleitet von Horst Schröder, Auvermann, Glashütten/Taunus 1971.
- Naturrecht und Universalrechtsgeschichte. Vorlesungen nach G. W. F. Hegel. Herausgegeben und eingeleitet von Johann Braun, Mohr Siebeck, Tübingen 2005.
- Briefe und Dokumente. Hrsg. und eingeleitet von Johann Braun, Mohr Siebeck, Tübingen 2011, ISBN 978-3-16-150779-3.